# مقاطعة أوتيرو (نيومكسيكو)
مقاطعة أوتيرو (بالإنجليزية: Otero County)‏ هي إحدى مقاطعات ولاية نيومكسيكو في الولايات المتحدة الأمريكية.

## أعلام
- كيم ستانلي
- غلين سترانج